# Rwandas Davis Cup-lag
Rwandas Davis Cup-lag styrs av Rwandas tennisförbund och representerar Rwanda i tennisturneringen Davis Cup. Rwanda debuterade i sammanhanget 2001 och har bland annat slutat tvåa i Grupp B vid Europa-Afrikazonens Grupp IV åren 2001 och 2001.